# Nebulosa Roja Cuadrada
Nebulosa Roja Cuadrada es un objeto celeste situado en la zona del cielo ocupado por la estrella MWC 922. Las primeras imágenes de esta nebulosa bipolar, tomadas por el telescopio Hale del Monte Palomar y el telescopio Keck-2 en Mauna Kea, fueron hechas públicas en abril de 2007. Es muy reconocible por su forma cuadrada, que de acuerdo con el astrofísico Peter Tuthill de la Universidad de Sídney, la hacen uno de los objetos celestes más simétricos jamás descubiertos.
La explicación propuesta por Tuthill y sus colaborador James Lloyd de la Universidad de Cornell es que esta forma surge de dos conos de gases expelidos recientemente, que curiosamente forman ángulos rectos desde el punto de vista de la Tierra. Esto también explica el "doble anillo" visto en la supernova SN 1987A, vistos desde otro ángulo. Esto parece indicar que la estrella MWC 922 pudiera explotar también en forma de supernova.